# Liveuamap.com
Liveuamap.com (Liveuamap, kurz für Live Universal Awareness Map) ist eine Nachrichtenwebsite, die aktuelle Nachrichten auf Karten darstellt.

## Funktion
Die Website zeigt anhand von Karten und eingezeichneten Symbolen das aktuelle Geschehen in einer bestimmten Region. Bei kriegerischem Geschehen gibt es gegebenenfalls unterstützend zusätzliche farbliche Markierungen, um die von einer bestimmten Kriegspartei gehaltenen Gebiete darzustellen. Die Website basiert auf einem Algorithmus, der diverse soziale Medien nach neuen Einträgen zu aktuellen Ereignissen durchsucht. Dabei wird versucht, unzuverlässige Quellen von vorneherein auszuschließen und die übrigen Einträge auch geographisch zu sortieren. Bei gehäuftem Auftreten von Einträgen zu einem Ereignis an einer bestimmten Lokalität wird die Redaktion der Website automatisch darüber in Kenntnis gesetzt. Laut den beiden Gründern erfolgt ein Eintrag auf der Website nur nach dem Vier-Augen-Prinzip und gegebenenfalls einer zusätzlichen Verifikation des Ereignisses. Neben textbasierten Informationen verarbeitet die Website auch Bildmaterial.
Das auf liveuamap.com genutzte Kartenmaterial kommt von OpenStreetMap.

## Geschichte
Die beiden befreundeten ukrainischen Informatiker Alexander Biltschenko und Rodion Roschkowski gründeten die Website Anfang 2014 vor dem Hintergrund des Euromaidan und des sich anbahnenden russisch-ukrainischen Krieges. Unter anderem konnte so bereits die russische Annexion der Krim 2014 und der Krieg im Donbas auf der Website dargestellt werden. Binnen kurzer Zeit stiegen die Nutzerzahlen des Angebotes auf über 150.000 Zugriffe pro Tag. Hatte man zunächst nur Nachrichten aus der Ukraine dargestellt, erweiterten die Betreiber ihr Angebot nach und nach auf weitere Regionen auf der ganzen Welt. Nach eigener Angabe sei das vorrangig durch entsprechende Bitten aus der ganzen Welt geschehen. So bekam die Website zum Beispiel auch Aufmerksamkeit für ihre Dokumentation des syrischen Bürgerkriegs. Vor diesem Hintergrund stiegen die Nutzerzahlen aus dem Nahen Osten deutlich an. Heute verfügt die Website laut eigener Darstellung über mehr als 30 verschiedene Karten in acht Sprachen.
Erneute Aufmerksamkeit erhielt sie während des russischen Überfalls auf die Ukraine 2022. Bereits am ersten Kriegstag wurde die Website etwa 2,7 Millionen Mal aufgerufen. Neben den Vereinten Nationen, Hilfsorganisationen und Wissenschaftlern nutzten vor allem diverse Medien auf der ganzen Welt die Funktionen der Website als Quelle für ihre Berichterstattung. Kurz nach Beginn des Einmarsches wurde die Website Ziel eines DDoS-Angriffs, durch den der Abruf der Website für etwa 18 Stunden gestört war. Der Angriff konnte durch die Unterstützung von Cloudflare gestoppt werden.
Liveuamap bezeichnet sich als unabhängig respektive „unparteiisch“. Die Plattform wolle lediglich „Klarheit und Transparenz“ schaffen.

## Betreiber
Die Website wird heutzutage von der Liveuamap LLC betrieben, die ihren Sitz im US-amerikanischen McLean hat. Die technische Infrastruktur befindet sich laut Angaben der Website auf dem Gebiet der Europäischen Union. Neben den beiden Gründern besteht die Redaktion der Website aus etwa zehn festangestellten Personen und mehreren Dutzend weiteren, auf Stundenlohn-Basis arbeitenden Mitarbeitern. Die Finanzierung der Website erfolgt vor allem aus Werbeeinnahmen und dem Datenverkauf. Zusätzlich besteht ein erweitertes, kostenpflichtiges Angebot auf der sonst kostenfreien Website. Ferner bietet Liveuamap neben der Website mittlerweile auch Anwendungssoftware an.
Der österreichische Radiosender FM4 beschrieb Liveuamap 2019 als „Startup“, während sich Mitgründer Roschkowski 2022 selbst nicht als Unternehmer sah.